# Enthesitis

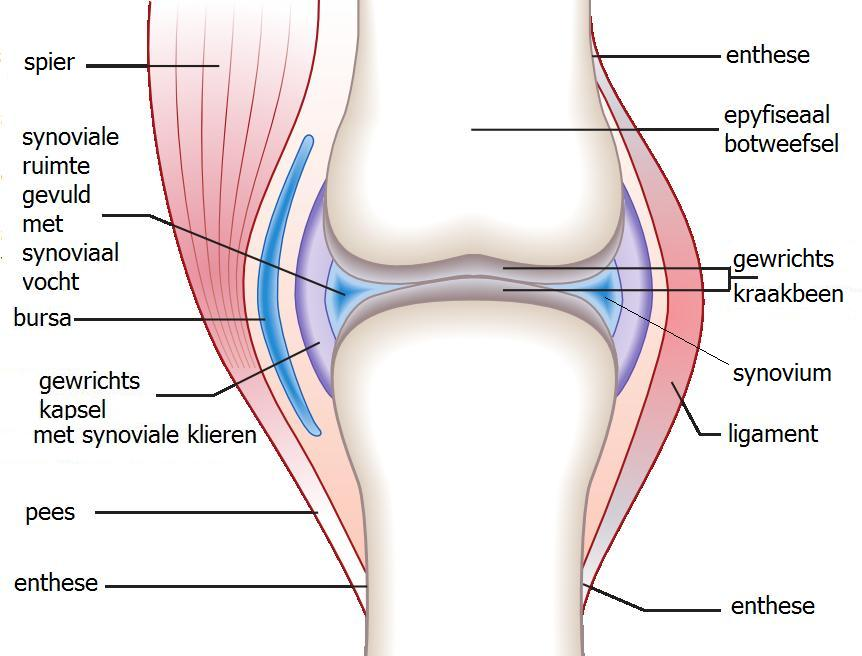

Enthesitis is een ontsteking van de enthesis, de overgang van pees of ligamenten in botweefsel. Enthesitis wordt ook vaak enthesopathie (aanhechtingspijn) genoemd. De enthesis is elk aanhechtingspunt (origo of insertie) van {skelet)spieren aan het bot, waar stress of opflakkerende auto-immuunziekten een ontsteking kunnen veroorzaken. Een enkele keer kan het fibroseren van weefsel (het overgaan van orgaanspecifiekweefsel naar niet specifiek bindweefsel als gevolg van aandoening of inwerkende kracht) of calcificatie (verkalken) een enthesitis oproepen. Aan de hiel, de achillespees, ziet men een van de meest voorkomende enthesitis gerelateerd aan een inflammatoire auto-immuunziekte. 
Enthesitis wordt geassocieerd aan HLA-B27-artropathieën zoals de ziekte van Bechterew (spondylitis ankylopoetica), arthritis psoriatica, en reactieve artritis (Syndroom van Reiter).
Symptomen omvatten pijnpunten aan de hiel, de tuberositas tibiae (aanhechtingsplaats van de kniepees), de crista iliaca (bekkenrand), en andere pees-aanhechtingsplaatsen.
Een gerelateerde aandoening is epicondylitis (tenniselleboog).
skelet ·  spierstelsel ·  spijsverteringsstelsel ·  ademhalingsstelsel ·  borstholte ·  urinewegstelsel ·  voortplantingssysteem ·  endocrien systeem ·  hart en vaatstelsel ·  lymfevatenstelsel ·  zenuwstelsel ·  zintuigen ·  huid